# Hindustan Petroleum
Hindustan Petroleum (HPCL) ist ein indisches Unternehmen mit Firmensitz in Mumbai.
Das staatliche Unternehmen ist in der Erdölwirtschaft tätig. Gegründet wurde es Unternehmen 1974. Aufgrund steigender Kosten verstaatlichte Indien im Jahre 1978 von Esso und Shell erbaute Erdölraffinerien und vermachte sie Unternehmen wie Hindustan Petroleum oder Bharat Petroleum.  Im Unternehmen sind rund 11.000 Mitarbeiter beschäftigt (Stand: 2013). HPCL betreibt eine Erdölraffinerie mit einer Kapazität von 190'000 Barrel pro Tag bei Mumbai und eine weitere in Visakhapatnam in Andra Pradesh mit einer Kapazität von 300'000 Barrel pro Tag. Seit der Russischen Invasion in der Ukraine, bezieht HPCL vermehrt Russisches Erdöl. Im August 2023 soll 23 % des in HPCL Raffinerien verarbeiteten Öls aus Russland gekommen sein.